# Герберт, Джордж, 11-й граф Пембрук
Джордж Огастес Герберт (англ. George Augustus Herbert; 10 сентября 1759, Уилтон, Уилтшир, Великобритания — 26 октября 1827, Лондон, Великобритания) — британский аристократ, 11-й граф Пембрук и 8-й граф Монтгомери с 1794 года (до этого носил титул учтивости лорд Герберт). Кавалер ордена Подвязки, член Тайного совета. До получения титула заседал в Палате общин (1780—1784, 1788—1794).

## Биография
Джордж Герберт принадлежал к одному из самых богатых и влиятельных аристократических родов Великобритании. Он родился в 1759 году и стал единственным сыном Генри Герберта, 10-го графа Пембрука, и его жены Элизабет Спенсер. Окончив школу, Герберт поступил на службу в 12-й пехотный полк в чине прапорщика и отправился в путешествие на континент. Он побывал во Франции, Италии, Германии, России (1775—1780). В 1777 году Джордж стал лейтенантом, в 1778 году — капитаном (в 75-м пехотном полку), в том же году перешёл в 1-й полк королевских драгун, в 1781 году — в 22-й полк лёгких драгун, в 1782 — во 2-й гвардейский драгунский полк в чине лейтенанта-полковника. Когда началась война с Францией, он сражался во Фландрии, командуя 2-м и 3-м гвардейскими драгунскими полками, и отличился при осаде Валансьена в 1793 году.
Параллельно с военной службой разворачивалась политическая карьера лорда Герберта. В 1780 году Джордж был избран в Палату общин от города Уилтон (традиционной сферы влияния Гербертов) и заседал в парламенте до 1784 года, поддерживая вигов. В 1784 году он получил пост вице-камергера королевского двора и место в Тайном совете, в 1788—1794 годах снова был депутатом. В 1794 году, после смерти отца, Герберт унаследовал обширные семейные владения и должность лорда-лейтенанта Уилтшира, занял место в Палате лордов как 11-й граф Пембрук. В последующие годы он отстранился от политики, отказавшись от ряда должностей и от титула маркиза, предложенного ему в 1800 году.
В 1795 году граф был произведён в генерал-майоры, в 1797 году стал командиром 6-го драгунского полка, в 1802 году был повышен до генерал-лейтенанта, а в 1812 году — до полного генерала. В 1805 году он стал кавалером ордена Подвязки, в 1807 был назначен губернатором острова Гернси. Сэр Джордж умер в 1827 году.

## Семья
Джордж Герберт был женат дважды. В 1787 году он женился на своей двоюродной сестре Элизабет Боклер. В этом браке родились трое детей:
- Джордж (1788—1793)[2];
- Диана (1790—1841), жена Уэлбора Агара, 2-го графа Нормантона[2];
- Роберт (1791—1862), 12-й граф Пембрук[2].

В 1808 году граф женился на Екатерине Семёновне Воронцовой, дочери русского дипломата графа Семёна Романовича Воронцова. В этом браке родились:
- Элизабет (1809—1858), жена Ричарда Мида, 3-го графа Кланвиллиама[5];
- Сидни (1810—1861)[2];
- Мэри (1813—1892), жена Джорджа Браденелла-Брюса, 2-го маркиза Эйлсбери[6];
- Кэтрин (1814—1886), жена Александра Мюррея, 6-го графа Данмора[7];
- Джорджиана (1817—1841), жена Генри Петти-Фицмориса, 4-го маркиза Лэнсдауна[8];
- Эмма (1819—1884), жена Томаса Веси, 3-го виконта Веси[9].